# Stanisław Padowicz
Stanisław Antoni Padowicz (ur. 26 czerwca 1937 w Głogowie (Małopolskim), zm. 8 maja 2022 w Rzeszowie) – polski urzędnik i działacz państwowy, w latach 1988–1990 wicewojewoda rzeszowski.

## Życiorys
Syn Jana i Zofii. W latach 1988–1990 zajmował stanowisko wicewojewody rzeszowskiego. Wchodził w skład rady społecznej Politechniki Rzeszowskiej. W III RP związany z Sojuszem Lewicy Demokratycznej. Pełnił funkcję wicedyrektora, a od grudnia 2002 dyrektora Wojewódzkiego Ośrodka Ruchu Drogowego w Rzeszowie. W 2005 przeszedł na emeryturę, niedługo później został asystentem wojewody podkarpackiego Jana Kurpa. Zasiadał w radach nadzorczych różnych spółek komunalnych, m.in. rzeszowskiej elektrociepłowni, kierował także radą nadzorczą Miejskiego Przedsiębiorstwa Komunikacyjnego – Rzeszów.